# 마크로스 7
《마크로스 7》(マクロス7, MACROSS Seven)는 마크로스의 세계관을 배경으로 하는 텔레비전 애니메이션이다. 아시 프로덕션에서 애니메이션으로 제작하고 마이니치 방송과 TBS 계열에서 1994년 10월 16일부터 1995년 9월 24일까지 방영되었다.

## 개요
초시공요새 마크로스부터 만든 마크로스 시리즈의 애니메이션 작품으로선 5번째, TV 애니메이션으로선 2008년의 마크로스 프론티어에 이어 2번째 작품이다.